# Jill Thompson

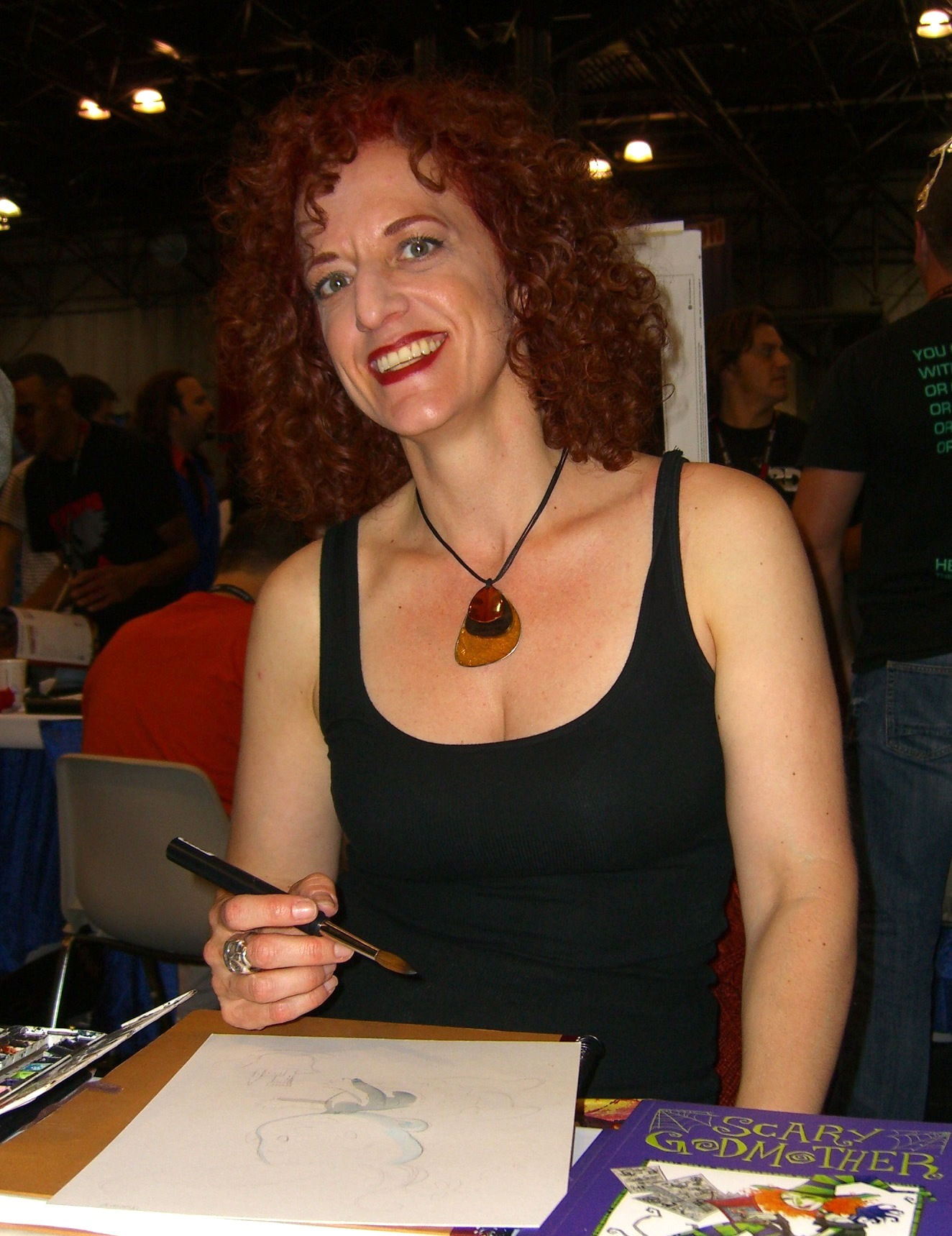
Jill Thompson bei der New York Comic Con 2011

Jill Thompson (* 20. November 1966) ist eine US-amerikanische Comiczeichnerin, Autorin und Illustratorin. Ihre bekanntesten Arbeiten sind die Charaktere für Neil Gaimans Sandman und ihre eigene Scary-Godmother-Serie. Daneben arbeitete sie an Swamp Thing, Wonder Woman sowie für Bühnen-, Film- und Fernsehproduktionen.

## Leben
Thompson wuchs in Forest Park, Illinois, auf. Sie besuchte die American Academy of Art in Chicago, die sie 1987 mit einem Diplom in Illustration und Aquarell abschloss. Thompson studierte außerdem Improvisationstheater am Players Workshop und The-Second-City-Training-Center in Chicago und trat vier Jahre mit der Cleveland Improv Troupe auf.
Nachdem sie zunächst für kleinere Verlage wie Comico und First Comics gearbeitet hatte, wurde sie als eine der ersten Frauen von DC Comics mit den Zeichnungen zur Wonder-Woman-Serie betraut. Für die Sandman-Comics illustrierte Thompson den Handlungsbogen The Sandman – Kurze Leben (Brief Lives) (Ausgaben 41–49) und die Kurzgeschichte „The Parliament of Rooks“ (Einzelausgabe 40) in The Sandman – Fabeln und Reflexionen (Fables & Reflections). Seitdem schrieb und zeichnete sie mehrere Geschichten, die die Charaktere der Sandmann-Comics aufgriffen, wie Death: At Death’s Door im Manga-Stil (eines der am meisten verkauften Bücher von DC Comics in 2003) und The Little Endless Storybook, eine kindgerechte Version der Comicreihe The Endless. 2005 schrieb und illustrierte Thompson die Dead Boy Detectives, eine Erzählung, die auf zwei Nebenfiguren des Sandman-Comics The Sandman – Die Zeit des Nebels (Season of Mists) beruhte.
Außerdem schuf Thompson die Kostüme für den WWE-Wrestler Daniel Bryan.

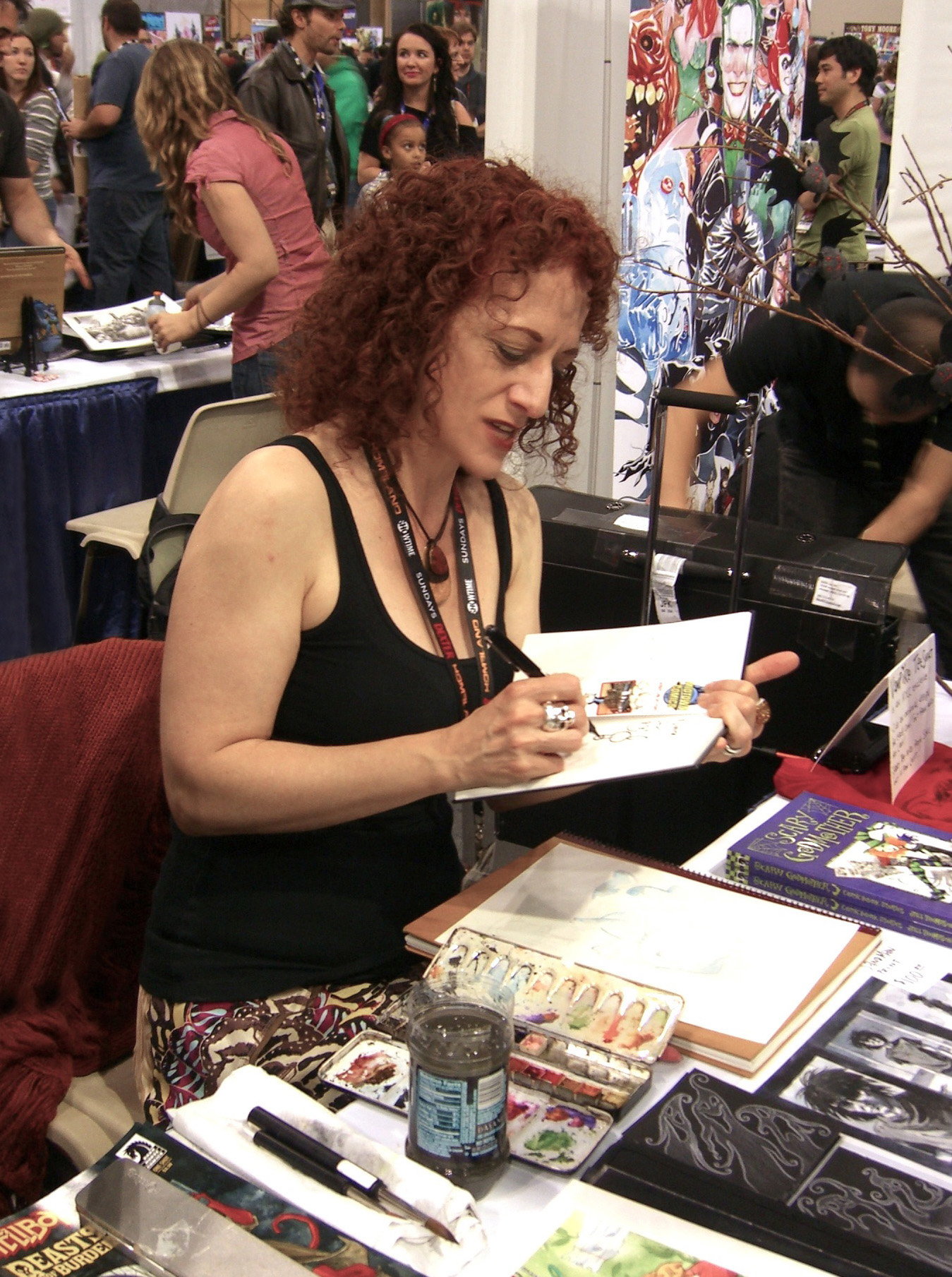
Thompson beim Zeichnen in ihr Skizzenbuch während der New York Comic Con 2011

Mit Scary Godmother schuf Thompson ihre eigene Comicbuchreihe, die zunächst bei Sirius Entertainment, danach bei Dark Horse Comics verlegt wurde. Die Bücher waren Vorlage für zwei CGI-animierte TV-Specials, bei denen Thompson kreatives Mitspracherecht behielt: Scary Godmother Halloween Spooktacular, das vor seiner Ausstrahlung durch Cartoon Network 2004 bereits 2003 im Ausland gezeigt wurde, und 2005 Scary Godmother 2: The Revenge of Jimmy.
Für ihre Arbeit nahm Thompson sich selbst als Vorlage für einige Charaktere, am bekanntesten ist darunter die originale Scary Godmother, aber auch für andere Comiczeichner war sie Vorbild. Sie stand Modell für Protagonisten aus The Magic Flute, der Story Hothouse aus Batman: Legends of the Dark Knight und weitere Werke von Philip Craig Russell sowie für Alex Ross Figur der Duela Dent in Kingdom Come.
Der Dokumentarfilm Ringers: Lord of the Fans über die Der-Herr-der-Ringe-Fangemeinde aus dem Jahr 2005 enthält ein längeres Interview Thompsons.
Thompson ist verheiratet mit dem Comicautor Brian Azzarello.

## Auszeichnungen
Thompson gewann mehrfach den Eisner Award, einschließlich 2001 als „Best painter“ für Scary Godmother, 2004 als „Best Painter/Multimedia Artist (interior art)“ für ihre Arbeit an The Dark Horse Book of Hauntings, und 2005 für „Best Short Story“ für Unfamiliar (aus The Dark Horse Book of the Dead) mit Evan Dorkin. 2011 wählte die National Cartoonist Society sie zur besten Comicbuchkünstlerin für Beasts of Burden.
- National Cartoonists Society Award Beasts of Burden 2011[11]
- Eisner Award: Best Painter/Multimedia Artist (interior art)  „A Dog and His Boy“ The Dark Horse Book of Monsters (etc.) 2007[12]
- Eisner Award: Best Short Story, „Unfamiliar“ The Dark Horse Book of Witchcraft Evan Dorkin und Jill Thompson 2005[13]
- Eisner Award: Best Painter/Multimedia Artist (interior art) „Stray“ The Dark Horse Book of Hauntings 2004[14]
- Eisner Award: Best Painter/Multimedia Scary Godmother (interior art) 2001
- Eisner Award: Best Humor Publication Bart Simpson’s Treehouse of Horror (Gruppenpreis) 2000[15]

## Werk

### Comics
Comico
- The Elementals 1987
- Fathom 1987

First Comics
- Illustrierte Klassiker: The Scarlet Letter 1989
- The Chronicles of Corum 1989

DC Comics
- Wonder Woman 1990–91
- Sandman (mit Neil Gaiman) 1991–93:
  - "The Parliament of Rooks" in Fables and Reflections
  - Brief Lives
- Black Orchid 1993
- The Invisibles 1993, 1995, 1997
- Swamp Thing 1994
- Books of Magic 1996
- Seekers into the Mystery 1996
- Finals 1999
- The Little Endless Storybook 2001
- Death: At Death’s Door 2002–2003
- Dead Boy Detectives 2005
- Fables: 1001 Nights of Snowfall: "Fair Division"
- Delirium’s Party: A Little Endless Storybook 2011

Marvel Comics
- Spider-Man: Shadows and Light
- X-Men Unlimited: Dazzler – Beyond the Music

Topps
- The X-Files: Afterflight

Dark Horse Comics
- The Badger: Shattered Mirror
- The Dark Horse Book of:
  - Hauntings: "Stray"
  - Witchcraft: "Unfamiliar Story"
  - The Dead: "Let Sleeping Dogs Lie"
  - Monsters: "A Dog and His Boy"
- Beasts of Burden vierteilige Mini-Serie, Dark Horse Comics, 2009[16]

Sirius Entertainment
- Scary-Godmother-Bücher:
  - Scary Godmother 1997
  - The Revenge of Jimmy 1998
  - The Mystery Date 1999
  - The Boo Flu 2000
- Scary-Godmother-Comics:
  - Scary Godmother: My Bloody Valentine 1998
  - Scary Godmother Holiday Spooktakular 1998
  - Scary Godmother Activity book 2000
  - Scary Godmother: Wild About Harry 2000
  - Scary Godmother: Ghoul’s Out for Summer 2000–2001

Bongo Comics
- Bart Simpson’s Treehouse of Horror 2000
- Bart Simpson’s Treehouse of Horror 2002

Caliber Comics
- The Bandyman 1999

Scholastic
- Goosebumps Graphix: Terror Trips – One Day at HorrorLand

### Kinderbücher: HarperCollins Children’s Books
- Magic Trixie 2008
- Magic Trixie Sleeps Over 2008
- Magic Trixie and the Dragon 2009
- The Curse of the Royal Ruby: A Rinnah Two Feathers Mystery
- The Secret of Dead Man’s Mine: A Rinnah Two Feathers Mystery
- Mick Foley’s Halloween Hijinx
- Tales from Wrescal Lane

### Theaterstücke
- Scary Godmother 2001 Adaptation / Co-Writer, Art-Director, Set-Designer, Athenaeum Theatre in Chicago mit Runamuck Productions

### Film
- Meet Me There als "Aunt Lindsay", 2014 Greenless Studios

### Scary-Godmother-Filme
Mit Mainframe Entertainment:
- Scary Godmother: Halloween Spooktacular
- Scary Godmother: The Revenge Of Jimmy